# Château de Rockelstad
Le château de Rockelstad (Rockelstad slott) est un château suédois de l’époque Renaissance avec des ajouts du XIXe siècle, situé dans la commune de Flen, près du lac de Båven, dans le comté de Södermanland (province historique de Sudermanie).

## Historique
Le domaine de Rockelstad est cité au XIVe siècle et appartient à l’évêque de Strangnas. Il passe à la couronne au moment de la Réforme protestante et de l’interdiction du catholicisme en 1520. Le domaine est la possession du duc de Södermanland, fils du roi Gustave Vasa, qui en fait don à un mercenaire d’origine écossaise, Sean Stuart. Le fils de celui-ci, David, décidant de faire du domaine sa résidence, celui-ci devient domaine seigneurial. Il démolit le manoir médiéval et fait bâtir en 1642 la spacieuse demeure actuelle. Son fils fait décorer l’intérieur de plafonds peints.
Le château passe ensuite à la famille Rosenholm, puis à la famille Holst entre 1782 et 1874. Les quatre tours d’angle ont été ajoutées en 1889 par le riche négociant Carl Sylvan. Elles sont rondes du côté de la cour d’honneur et rectangulaires du côté du lac.
Il est acheté par le comte Carl Gustaf von Rosen en 1899 pour son fils Eric. Ce dernier fait refaire la façade du côté du lac avec des balcons et des loggias et réaménager l’autre côté. Le parc est dessiné par Rudolf Abelin. L’intérieur est rempli des collections ethnographiques du comte, ce qui en fait une demeure des plus intéressantes du pays. C’est ici qu’Hermann Göring rencontra en 1920 sa première épouse Carin von Kantzow (1888-1931) qui était la belle-sœur du comte Eric von Rosen, propriétaire du château.
Le domaine appartient depuis 1973 à Christer et Helene von Post qui se sont réservé le dernier étage, pour louer le reste. Des salles se prêtent ainsi à des réceptions, des mariages ou des séminaires et les chambres sont disponibles pour des hôtes payants. Chaque bâtiment du domaine peut se louer pour des séjours, certaines maisons pouvant recevoir vingt personnes.
Le château est toujours à la tête d’une exploitation agricole qui est gérée depuis 2004 par Fredrik et Anna von Post.

## Source
- (sv) Cet article est partiellement ou en totalité issu de l’article de Wikipédia en suédois intitulé « Rockelstad slott » (voir la liste des auteurs).